# Miguel Ángel Arce Vivas

Bischofswappen von Miguel Ángel Arce Vivas

Miguel Ángel Arce Vivas (* 1. März 1904 in Popayán; † 27. Mai 1987) war ein kolumbianischer römisch-katholischer Geistlicher und Erzbischof von Popayán.

## Leben
Miguel Ángel Arce Vivas empfing am 11. Juni 1927 das Sakrament der Priesterweihe für das Erzbistum Popayán.
Am 31. Oktober 1964 ernannte ihn Papst Paul VI. zum ersten Bischof von Barranquilla. Der Apostolische Nuntius in Kolumbien, Erzbischof Giuseppe Paupini, spendete ihm am 27. Dezember desselben Jahres die Bischofsweihe; Mitkonsekratoren waren der Bischof von Armenia, José de Jesús Martinez Vargas, und der Bischof von Pasto, Jorge Alberto Giraldo Restrepo CIM.
Papst Paul VI. bestellte ihn am 7. April 1965 zum Erzbischof von Popayán. Am 11. Oktober 1976 nahm Papst Paul VI. das Rücktrittsgesuch von Miguel Ángel Arce Vivas an.